# Ramon Borràs i Prim
Ramon Borràs i Prim   (Barcelona, 3 de juliol de 1902 - Barcelona, 1976) va ser un violinista i musicògraf català. Es va formar amb els professors Enrique Ainaud i Francisco Costa. Va passar gran part de la seva vida a París i fent gires per França i Suïssa, a vegades col·laborant amb el pianista Fernando Vía. Tanmateix, també va ser investigador i va publicar alguns articles a diaris de Madrid sobre música moderna. Va tenir una gran influència a la creació i organització dels cursos internacionals de Música a Compostel·la. Se sospita que estava escrivint unes memòries, però no es varen publicar.